# Orlando Wahlsteen
Orlando Wahlsteen, född 21 april 2011, är en svensk sångare, barnskådespelare och musikalartist. Han är son till Jimmy Wahlsteen och Anna Sahlin, och bror till Lily Wahlsteen.

## Biografi
Orlando Wahlsteen medverkade i Talang år 2023. Han har även medverkat i musikalen Matilda the Musical. Han har även medverkat i flera filmer och TV-serier, ofta som röstskådespelare. Han har bland annat spelat titelkaraktären Luca Paguro i Luca. Han spelade en av huvudrollerna i Lumlarnas förtrollade skog, Home Sweet Home Alone och Den lilla sjöjungfrun. 2024 spelar han rösten till Prins Bus i Lilla spöket Laban spökar igen och Wille i Super-Charlie.

## Filmografi
- 2021 – Spirit: Vild och fri
- 2021 – Tillbaka till vildmarken
- 2021 – Home Sweet Home Alone
- 2022 – Lumlarnas förtrollade skog
- 2022 – Folk och rövare i Kamomilla stad
- 2022 – Roald Dahl's Matilda the Musical
- 2023 – Ruby – Havsmonstret
- 2023 – Den lilla sjöjungfrun
- 2024 – Luca
- 2024 – Lilla spöket Laban spökar igen
- 2024 – Super-Charlie